# Grodno
Grodno hay Hrodna (tiếng Belarus: Гродна, Hrodna [ˈɣrɔdna]; tiếng Nga: Гродно, chuyển tự: Grodno, IPA: [ˈɡrodnə]) là một thành phố nằm ở phía tây nước Belarus. Năm 2024, Grodno có dân số là 361.115 người.